# Marsippospermum
Marsippospermum es un género con cuatro especies de plantas herbáceas perteneciente a la familia de las juncáceas. Es originario de Nueva Zelanda y el sur de Sudamérica hasta las Islas Malvinas.

## Especies
- Marsippospermum gracile (Hook.f.) Buchenau, Junc. S. Amer.: 374 (1879).
- Marsippospermum grandiflorum (L.f.) Hook., Hooker's Icon. Pl. 6: t. 533 (1843).
- Marsippospermum philippii (Buchenau) Hauman, Anales Mus. Nac. Hist. Nat. Buenos Aires 27: 295 (1915).
- Marsippospermum reichei Buchenau, Ber. Deutsch. Bot. Ges. 19: 160 (1901).